# Le Tremblay-Omonville
Le Tremblay-Omonville är en kommun i departementet Eure i regionen Normandie i norra Frankrike. Kommunen ligger i kantonen Le Neubourg som tillhör arrondissementet Évreux. År 2022 hade Le Tremblay-Omonville 383 invånare.

## Befolkningsutveckling
Antalet invånare i kommunen Le Tremblay-Omonville
Referens:INSEE